# Variocladium giganteum
Variocladium giganteum är en svampart som först beskrevs av S.H. Iqbal, och fick sitt nu gällande namn av Descals & Marvanová 1999. Variocladium giganteum ingår i släktet Variocladium, divisionen sporsäcksvampar och riket svampar.   Inga underarter finns listade i Catalogue of Life.